# Nestor-Hubert Pécriaux
Nestor-Hubert Pécriaux (Bray, 12 maart 1939) is een voormalig Belgisch senator.

## Levensloop
Pécriaux werd beroepshalve onderwijzer.
Als militant van de PSB werd Pécriaux in 1970 verkozen tot gemeenteraadslid van Morlanwelz en bleef dit tot in 2006. Van 1971 tot 2000 was hij burgemeester van de gemeente.
Van 1981 tot 1995 zetelde hij eveneens in de Belgische Senaat: van 1981 tot 1991 als rechtstreeks gekozen senator voor het arrondissement Charleroi-Thuin en van 1991 tot 1995 als provinciaal senator voor Henegouwen. Hierdoor zetelde hij van 1981 tot 1991 eveneens in de Waalse Gewestraad en de Raad van de Franse Gemeenschap. Van 1991 tot 1995 was hij secretaris van de Senaat.
Zijn dochter Sophie Pécriaux werd ook politiek actief.